# Потідея
40°12′00″ пн. ш. 23°20′00″ сх. д. / 40.2° пн. ш. 23.33333333° сх. д.

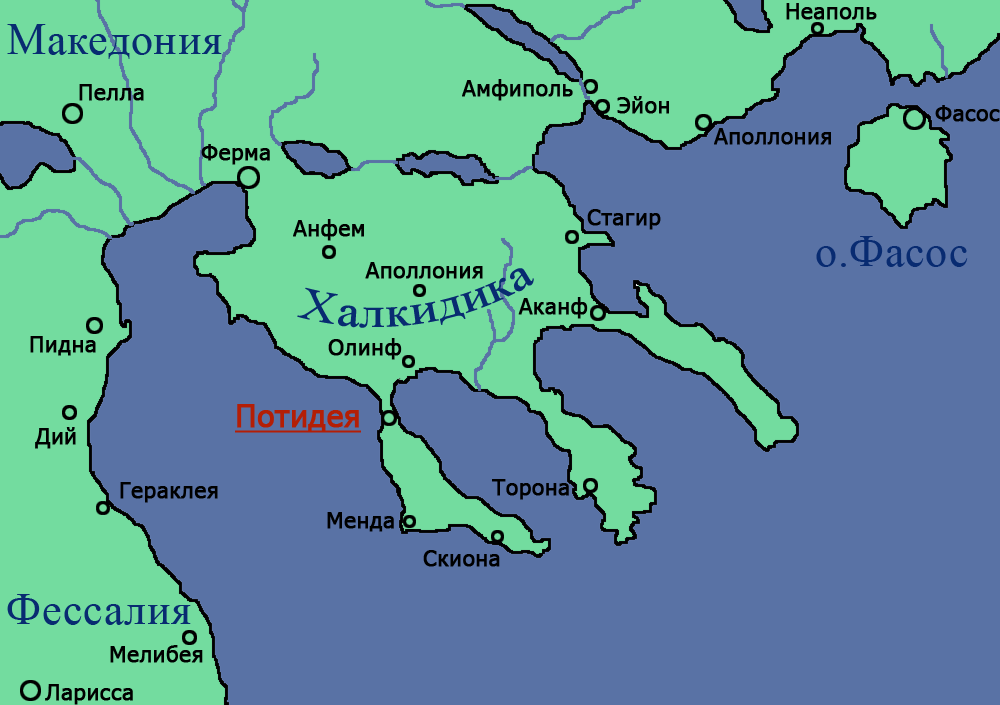
Потідея на мапі Халкідіки

Потідея (грец. Ποτίδαια — місто Посейдона) — давньогрецька колонія на півострові Халкідіки у Кассандрі, заснована вихідцями із поліса Коринф близько 600 року до н. е.

## Історія
Після блискучого захисту від нападів персів, Потедія повинна була під час Пелопоннеської війни здатися афінянам, а мешканці міста були змушені переселитися більшою частиною в Олінфос, після чого її повністю колонізували афіняни.
Близько 365 до н.е. Потідея була зруйнована Філіппом II Македонським, але сприятливе географічне розташування подало привід новому македонському правителю Кассандру відновити її під ім'ям Кассандра. Нове місто незабаром стало найзначнішим в усій Македонії. Після нового зруйнування гуннами і вторинного відновлення римським імператором Юстиніаном місто мало-помалу занепадає та зникає з історії. Донині збереглись лише руїни давньої Кассандри.